# دیوید لارسون
دیوید لارسون (به انگلیسی: David Larson) (زادهٔ ۲۵ ژوئن ۱۹۵۹) شناگر اهل ایالات متحده آمریکا است.
از افتخارات وی میتوان به کسب مدال ۴×۲۰۰ متر آزاد امدادی در بازی‌های المپیک تابستانی ۱۹۸۴ اشاره کرد.